# 下河原

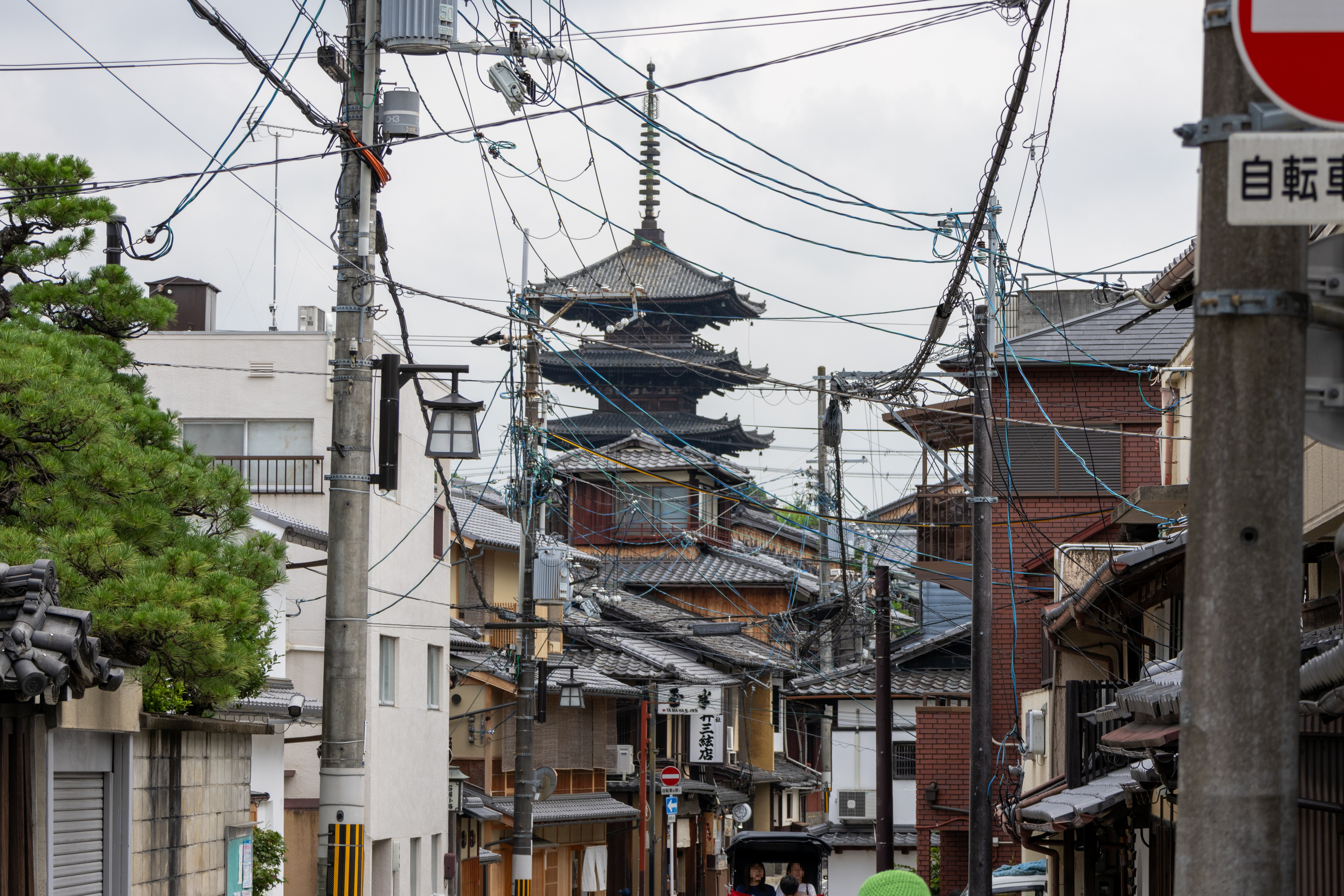
つきみホテル付近の下河原通から南方向を見る。玉半、今井三絃店の看板が見える。中央は八坂の塔。

下河原（しもがわら）は、京都市東山区の地名。下河原の名前は、高台寺山から流れる菊渓川と音羽山から流れる轟川がここで合流し、砂礫地を作っていたことに由来する。

## 歴史
江戸時代初期、豊臣秀吉の正室である高台院がこの地に高台寺を建立。それに伴って連れてきた芸人が住み着いたのが、後の花街の始まりといわれる。下河原の芸妓は「山根子芸者（やまねこげいしゃ）」と呼ばれ、当時祇園などにいた「茶屋女」とは違い、遊女めいたところがなく、芸に優れていて人々を魅了した。
傾城町（公許花街）嶋原の管下として渡世（免許）が許され、栄え続けた。師匠をむかえ京舞井上流を街の流儀としたのは「祇園新地」（後の祇園甲部・祇園東）よりもこちらが先である。明治を迎え、日本最初の博覧会の附博覧として祇園の『都をどり』と共に『東山をどり』が上演されたが（ここに古くからあった「まくづ踊」という伊勢音頭に似た総踊を元としたものという）衰退の一途をたどり、1886年（明治19年）、祇園甲部に合併され消滅した。現在、花街としての面影は残っていないがお茶屋の鑑札プレートを掲げている民家が数軒存在している。周辺に旅館や料亭が多いのも花街だった名残だと言える。
下河原の街の中には下河原通（しもがわらどおり）が通っている。北は八坂神社の正門である南楼門前にはじまり、南は八坂通まで至る。